# National Housing Act
Le National Housing Act (que l'on peut traduire par « Loi de logement nationale ») est une loi fédérale américaine approuvée en 1934 par le Congrès des États-Unis en pleine grande dépression, et qui visait à faciliter l'accès à l'emprunt immobilier. L'objectif de la loi était de mettre fin aux nombreuses saisies hypothécaires des banques sur les maisons familiales. C'est dans le cadre de cette loi que la Federal Housing Administration et la Federal Savings and Loan Insurance Corporation furent créées. Ces deux agences gouvernementales fournissaient la majeure partie des fonds nécessaires aux emprunts immobiliers. 
Plusieurs conséquences imprévues et néfastes se manifestèrent cependant : les quartiers pauvres se développèrent, ce qui provoqua une intensification de la ségrégation raciale en raison du redlining. Par la suite, l'étalement urbain se développa.